# Волфганг фон Хонщайн-Фирраден
Волфганг фон Хонщайн-Фирраден-Швет (на немски: Wolfgang von Honstein-Vierraden-Schwedt; ок * 1480; † 1523/1535) е граф на Хонщайн-Фирраден-Швет.

## Произход
Той е син на граф Йохан I фон Хонщайн-Хелдрунген, господар на Даме († 13 ноември 1498) и съпругата му Анна (Агнес) фон Анхалт-Цербст († 1492), дъщеря на княз Георг I фон Анхалт-Цербст († 1474) и Матилда фон Анхалт-Бернбург(† 1432).

## Фамилия
Волфганг се жени 1467 (1510) г. за Катарина фон Хонщайн-Клетенберг (* ок. 1490), дъщеря на граф Ернст IV фон Хонщайн-Клетенберг (ок. 1440 – 1508) и първата му съпруга Маргарета фон Ройс-Гера († 1497). Те имат децата:
- Вилхелм († 1570), граф на Хонщайн-Фирраден-Швет, женен на 21 септември 1568 г. за Маргарета фон Шьонбург-Глаухау (1554 – 1606)
- Барбара (* ок. 1525; † 1604), омъжена на 2 май 1563 г. в Бланкенбург за граф Ернст I фон Регенщайн-Бланкенбург (1528 – 1581)
- Маргарета
- Мария
- Сибила
- Анна Катарина (1502 – 1567), омъжена ок. 1548 г. за Георг I фон Путбус (1519 – 1563)
- Мартин (1524 – 1609), господар на Хонщайн-Фирраден-Швет, женен 1559 г. за Мария фон Регенщайн (1535 – ок. 1618)